# Thomas Loose
Thomas Loose (* 19. Januar 1964 in Bottrop) ist ein ehemaliger deutscher Slalom-Kanute.
Er startete in seiner Karriere im Zweier-Canadier (C2), sein Partner war Frank Hemmer. Mit ihm konnte er 1989 in Savage River den Weltmeistertitel holen. Zudem gewann er im selben Jahr mit der Mannschaft die Bronzemedaille. Den dritten Platz in der Mannschaft konnte er zwei weitere Male gewinnen, das erste Mal 1987 im französischen Bourg-Saint-Maurice, bei den Weltmeisterschaften 1991 in Tacen gelang es ihm ein drittes Mal.
Bei den Olympischen Spielen 1992 startete er mit Hemmer fürs deutsche Team, als Goldhoffnung belegten sie aber am Ende den enttäuschenden 13. Platz.